# Охаба-Жіу
Охаба-Жіу (рум. Ohaba-Jiu) — село у повіті Горж в Румунії. Входить до складу комуни Болбоші.
Село розташоване на відстані 227 км на захід від Бухареста, 34 км на південь від Тиргу-Жіу, 62 км на північний захід від Крайови.

## Населення
За даними перепису населення 2002 року у селі проживали 524 особи, з них 523 особи (99,8%) румунів. Рідною мовою 523 особи (99,8%) назвали румунську.